# Nova Escócia
A Nova Escócia (em latim e inglês: Nova Scotia; em francês: Nouvelle-Écosse, em gaélico: Alba Nuadh) é uma das dez províncias do Canadá, parte das províncias marítimas e das províncias do atlântico. A capital de Nova Escócia é Halifax, a província é a segunda menor província do Canadá, com uma área de 55 284 quilômetros quadrados, na frente somente da província da Ilha do Príncipe Eduardo. A Nova Escócia está localizada no leste do Canadá, à beira do Oceano Atlântico. Muito da Nova Escócia está localizado em uma península, no entanto faz parte da província a ilha de Cape Breton e outras 3 800 ilhas costeiras. Em 2016 a população era de aproximadamente 923 mil habitantes, a província é a segunda mais densamente povoada no Canadá, com 17,4 habitantes por quilômetro quadrado.

## Etimologia
Nova Escócia significa "New Scotland" em inglês, no entanto o nome original da província é em latim "Nova Scotia". Embora "Scotia" fosse originalmente um nome romano para a Irlanda, este é o nome de língua inglesa reconhecido para a província. No gaélico escocês, a província é chamada de "Alba Nuadh", que também significa simplesmente "Nova Escócia". A província foi nomeada pela primeira vez na Carta Real de 1621, concedendo o direito de estabelecer terras, incluindo a Nova Escócia moderna, a Ilha de Cape Breton, a Ilha do Príncipe Eduardo, Novo Brunswick e a Península de Gaspé para Sir William Alexander em 1632.

## História
A província inclui regiões da nação indígena Mi'kmaq. O antigo território da nação Mi'kma'ki também incluia partes das outras províncias do atlântico, partes do estado americano do Maine, Terra Nova e Península Gaspé. O povo mi'kmaq habitava a Nova Escócia desde a época em que os primeiros colonos europeus chegaram. Em 1605, os colonos franceses estabeleceram o primeiro assentamento europeu permanente no futuro Canadá (e o primeiro no norte da Flórida) em Port Royal, fundando o que se tornaria conhecido como Acadia.
A conquista britânica da Acadia ocorreu em 1710. O Tratado de Utrecht, em 1713, reconheceu formalmente isso e devolveu a ilha de Cape Breton (Île Royale) aos franceses. A atual província do Novo Brunswick ainda fazia parte da colônia francesa da Acadia. Imediatamente após o cerco de Port Royal em 1710, Francis Nicholson anunciou que a área seria renomeada como Annapolis Royal em homenagem à rainha Ana. Em 1749, a capital da Nova Escócia mudou de Annapolis Royal para a recém-criada Halifax. Em 1755, a grande maioria da população francesa (os acadianos) foi retirada à força na expulsão dos acadianos. Entre 1759 e 1768 habitantes da Nova Inglaterra chegaram para substituí-los.

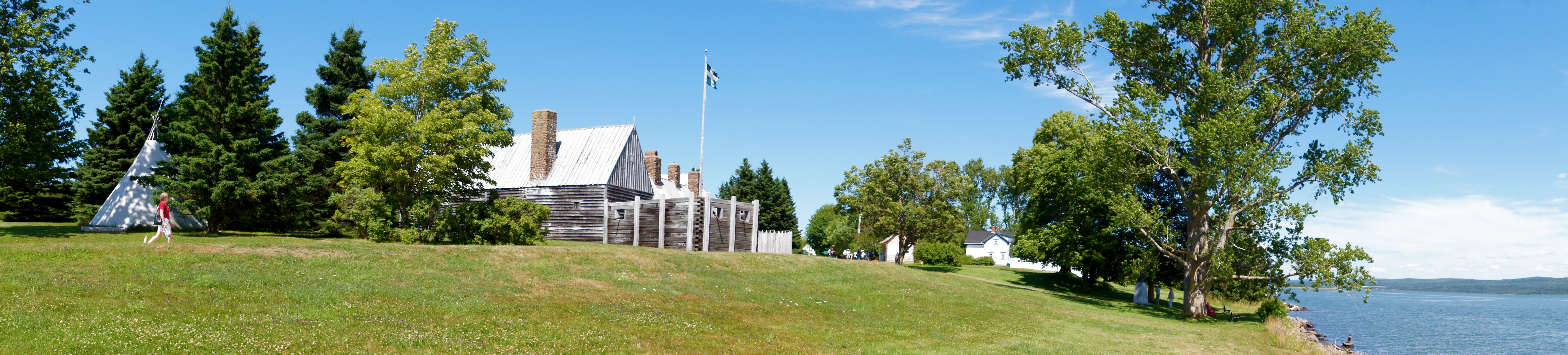
Port Royal no Condado de Annapolis, situado no rio Annapolis, onde se alarga para formar a Bacia de Annapolis.

Em 1763, a maior parte de Acadia, incluindo a Ilha de Cape Breton, Ilha de St. John's (atualmente Ilha do Príncipe Eduardo) e Novo Brunswick, tornou-se parte da Nova Escócia. Em 1765, o condado de Sunbury foi criado. Isso incluiu o território do atual Novo Brunswick e o leste do Maine até o rio Penobscot. Em 1769, a ilha de St. John tornou-se uma colônia separada. A Nova Escócia incluiu o atual Novo Brunswick até o estabelecimento dessa província em 1784, após a chegada dos lealistas do Império Unido. Em 1867, a Nova Escócia tornou-se uma das quatro províncias fundadoras da Confederação Canadense.

### Séculos XVII e XVIII

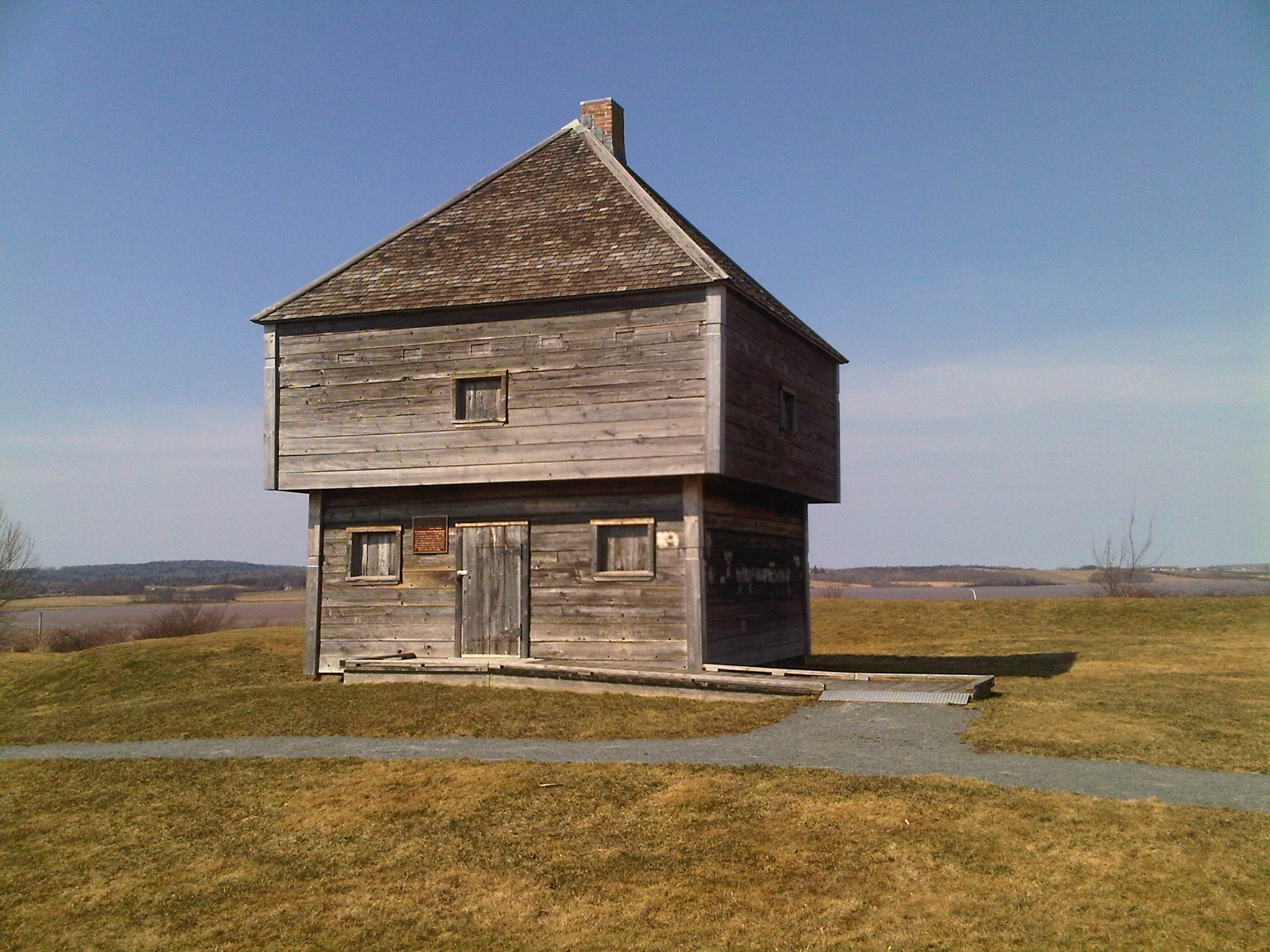
Fort Edward - o mais antigo blocausse da América do Norte (1750).

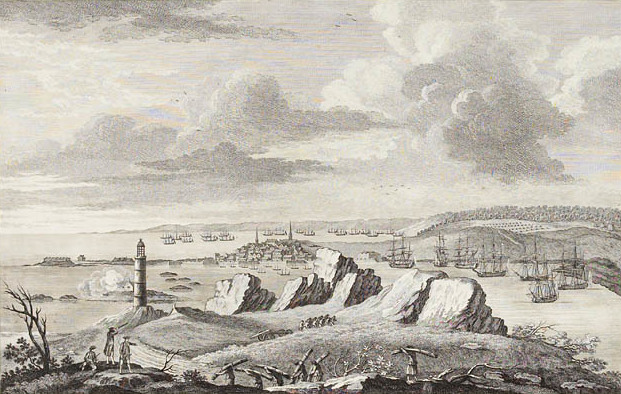
Uma visão de Louisburg na América do Norte em 11 de novembro de 1762

A guerra na terra da Nova Escócia durante os séculos XVII e XVIII influenciou significativamente a história da província. Os mi'kmaq viveram na Nova Escócia por séculos. Os franceses chegaram em 1604 e os católicos mi'kmaq e acadianos formaram a maioria da população da colônia pelos próximos 150 anos. Durante os primeiros 80 anos os franceses e acadianos viveram na Nova Escócia, nove confrontos militares significativos tiveram lugar quando os ingleses e escoceses (mais tarde britânicos), holandeses e franceses lutaram pela posse da área. Esses encontros aconteceram em Port Royal, Saint John, Cap de Sable (atual Port La Tour), Jemseg (1674 e 1758) e Baleine (1629). A Guerra Civil Acadiana ocorreu de 1640 a 1645.
Começando com a Guerra do Rei William em 1688, seis guerras aconteceram na Nova Escócia antes que os britânicos derrotassem os franceses (e finalmente expulsassem grande parte de sua população) e fizessem as pazes com os povos Mi'kmaq: Guerra do Rei William (1688–1697), Guerra da Rainha Ana (1702–1713), Guerra do Padre Rale (1722–1725), Guerra do Rei Jorge (1744–1748), Guerra do Padre Le Loutre (1749–1755) e Guerra dos Sete Anos, também chamada de Guerra Franco-Indígena.
As batalhas durante estas guerras ocorreram principalmente em Port Royal, Saint John, Canso, Chignecto, Dartmouth (1751), Lunenburg (1756) e Grand-Pré. Apesar da conquista britânica da Acadia em 1710, a Nova Escócia permaneceu ocupada principalmente pelos católicos acadianos e pelos Mi'kmaq, que confinaram as forças britânicas em Annapolis e Canso.
Os Mi'kmaq assinaram uma série de tratados com a Grã-Bretanha, começando depois da Guerra do Padre Rale (1725). Em 1725, os britânicos assinaram um tratado (ou "acordo") com os Mi'kmaq, mas as autoridades muitas vezes contestaram a definição dos direitos dos Mi'kmaq de caçar e pescar em suas terras.

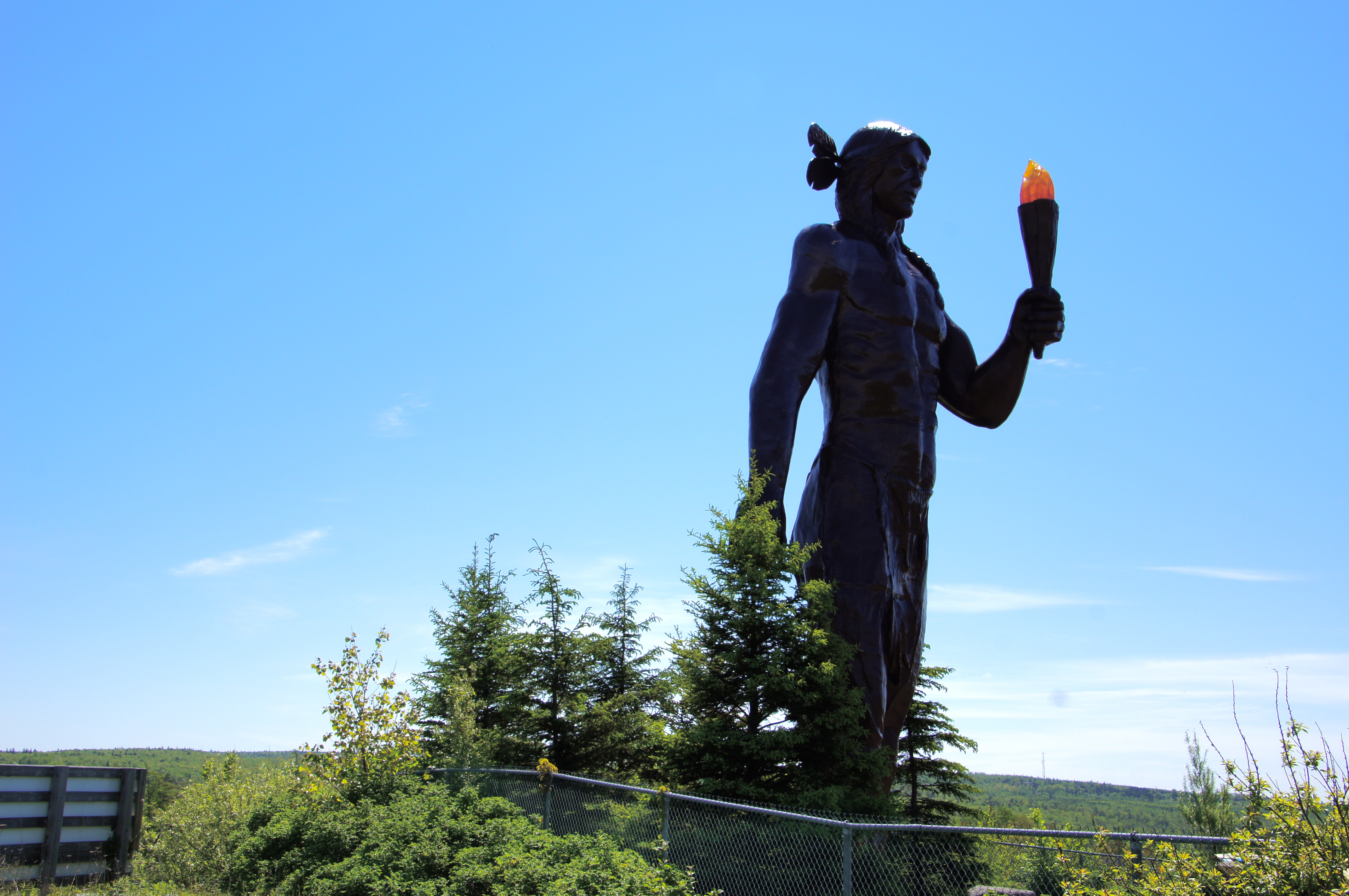
Monumento em Millbrook, perto de Truro. Homenageando Glooscap - uma figura lendária do povo Mi'kmaq, da Nova Escócia.

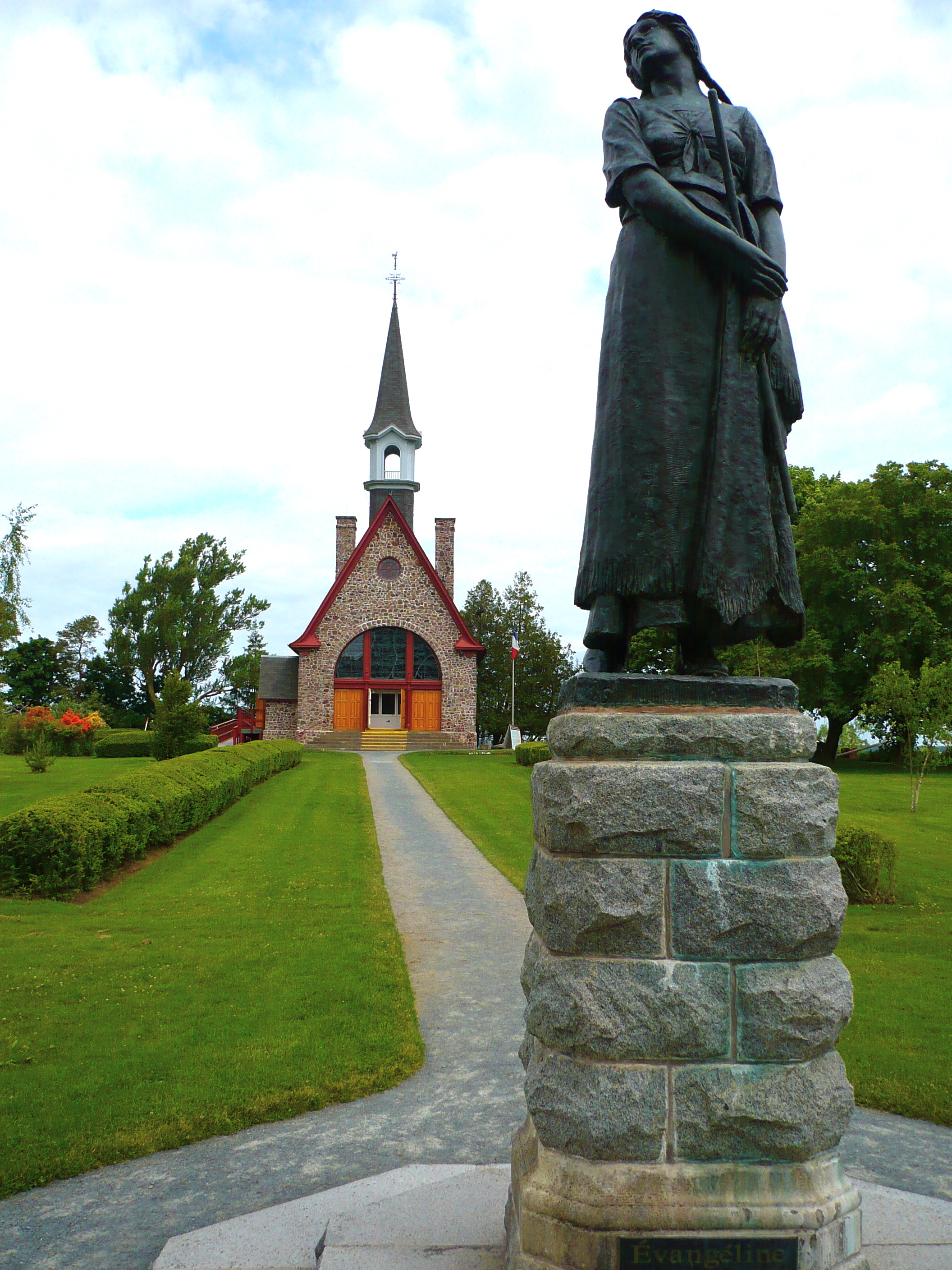
Esta igreja em Grand-Pré, comemora o início da expulsão Acadiana, onde os homens foram reunidos para ouvir o seu destino dos britânicos em 1755

Uma geração depois, a Guerra do Padre Le Loutre começou quando Edward Cornwallis chegou para estabelecer Halifax com 13 barcos de transportes em 21 de junho de 1749. Um Tribunal Geral, composto pelo governador e pelo conselho, era a mais alta corte da colônia na época. Jonathan Belcher foi empossado como presidente do Supremo Tribunal da Nova Escócia em 21 de outubro de 1754. A primeira assembleia legislativa em Halifax, sob o governo de Charles Lawrence, reuniu-se em 2 de outubro de 1758. Durante a Guerra Franco-Indígena de 1754-63, os britânicos deportaram os acadianos e recrutaram agricultores da Nova Inglaterra para reassentar a colônia. O período de 75 anos de guerra terminou com os Tratados de Halifax entre os britânicos e os mi'kmaq (1761). Após a guerra, alguns acadianos foram autorizados a retornar e os britânicos fizeram tratados com os povos indígenas Mi'kmaq.
A Revolução Americana (1775-1783) teve um impacto significativo na formação da Nova Escócia. Inicialmente, a Nova Escócia – "a 14ª Colônia Americana", como alguns a chamavam – demonstrou ambivalência sobre se a colônia deveria se unir às colônias mais meridionais em seu desafio à Grã-Bretanha, e a rebelião na Batalha de Fort Cumberland (1776) e no Cerco de Saint John (1777). Ao longo da guerra, os corsários americanos devastaram a economia marítima capturando navios e saqueando quase todas as comunidades fora de Halifax. Esses ataques americanos alienaram muitos simpatizantes e neutros da Nova Escócia para apoiar os britânicos. No final da guerra, a Nova Escócia tinha equipado um número de corsários para atacar o transporte marítimo americano. As forças militares britânicas sediadas em Halifax conseguiram impedir o apoio americano a rebeldes na Nova Escócia e impediram qualquer invasão da Nova Escócia. No entanto, a marinha britânica não conseguiu estabelecer a supremacia naval. Enquanto os britânicos capturaram muitos corsários americanos em batalhas como a Batalha Naval de Halifax (1782), muitos outros continuaram os ataques contra navios e assentamentos até os meses finais da guerra. A Marinha Real Britânica lutou para manter as linhas de suprimento britânicas, defendendo comboios de ataques americanos e franceses, como na batalha ferozmente combatida, a batalha naval em Cape Breton (1781).
Depois que as treze colônias e seus aliados franceses forçaram as forças britânicas a se renderem (1781), aproximadamente 33 000 lealistas (americanos que apoiavam o Rei) estabeleceram-se na Nova Escócia (14 000 no que se tornou Novo Brunswick) em terras concedidas pela Coroa como uma compensação por suas perdas. O êxodo lealista criou novas comunidades em toda a Nova Escócia, incluindo Shelburne, que brevemente se tornou um dos maiores assentamentos britânicos na América do Norte, e infundiu Nova Escócia com capital e habilidades adicionais. No entanto, a migração também causou tensões políticas entre os líderes lealistas e os líderes do atual assentamento dos agricultores da Nova Inglatera. O influxo lealista também empurrou mais de 2 000 pessoas mi'kmaq, da Nova Escócia, para as margens, à medida que as concessões de terras fieis invadiam terras nativas mal definidas. Como parte da migração lealista, cerca de 3 000 lealistas negros chegaram, eles fundaram o maior assentamento de negros livres na América do Norte em Birchtown, perto de Shelburne. Muitas comunidades da Nova Escócia foram colonizadas por regimentos britânicos que lutaram na guerra.

### Século XIX

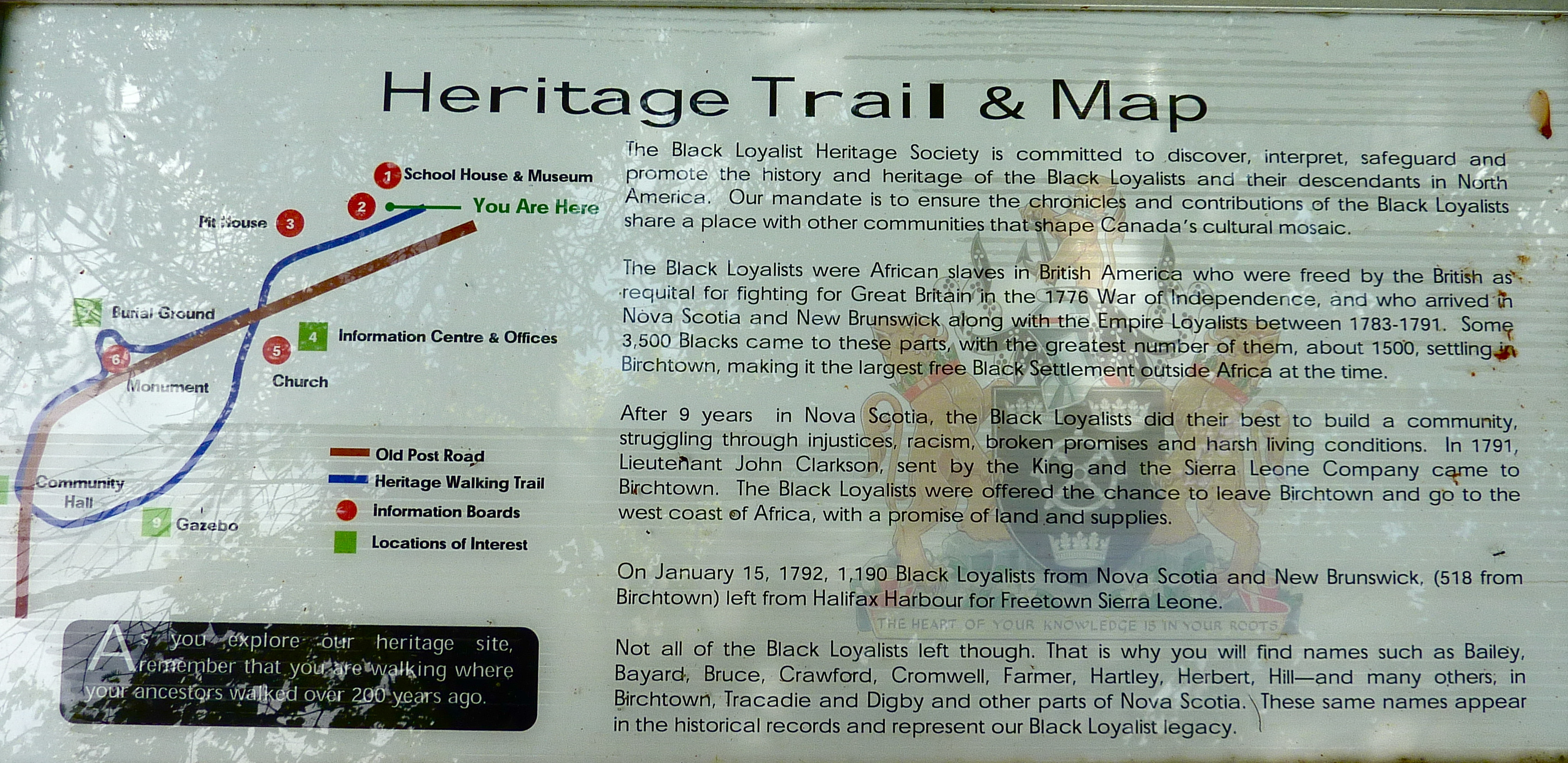
Um sinal interpretativo ao longo da Heritage Trail no museu Birchtown da Black Loyalist Heritage Society

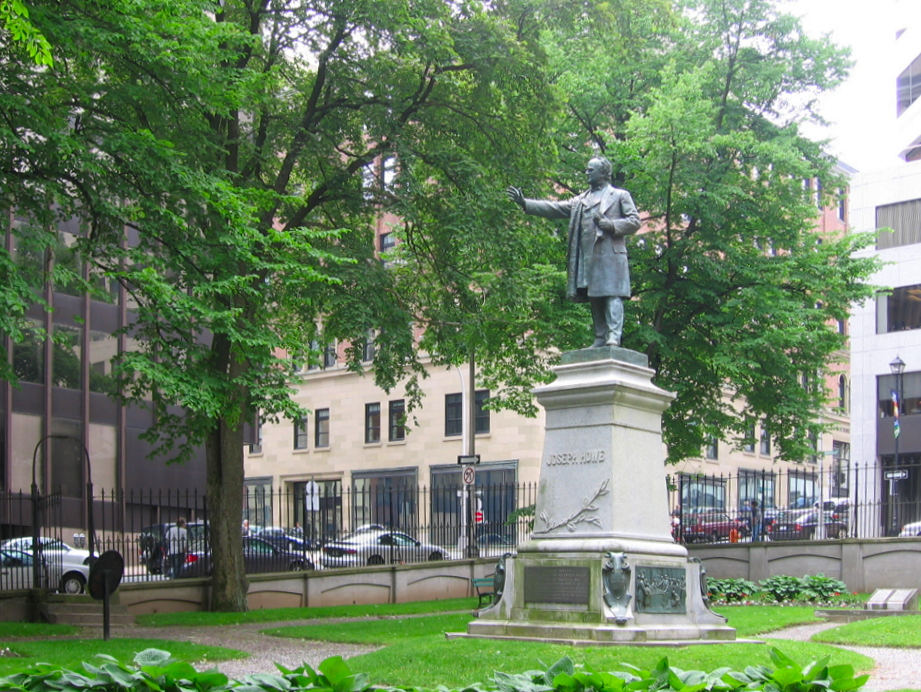
Estátua de Joseph Howe, Province House, criada pelo famoso escultor de Quebec Louis-Philippe Hébert

Durante a Guerra de 1812, a contribuição da Nova Escócia para o esforço de guerra britânico envolveu comunidades comprando ou construindo vários navios privados para atacar navios norte-americanos. Talvez o momento mais dramático na guerra pela Nova Escócia tenha ocorrido quando o HMS Shannon escoltou a fragata americana capturando o USS Chesapeake no Porto de Halifax (1813). Muitos dos prisioneiros americanos foram mantidos na Ilha Deadman, em Halifax.

Durante o século XIX, a Nova Escócia se tornou a primeira colônia na América do Norte Britânica e no Império Britânico a alcançar um governo responsável em janeiro-fevereiro de 1848 e se tornou autônoma por meio dos esforços de Joseph Howe. A Nova Escócia estabeleceu um governo representativo em 1758, uma conquista mais tarde comemorada pela construção da Torre de Dingle em 1908.

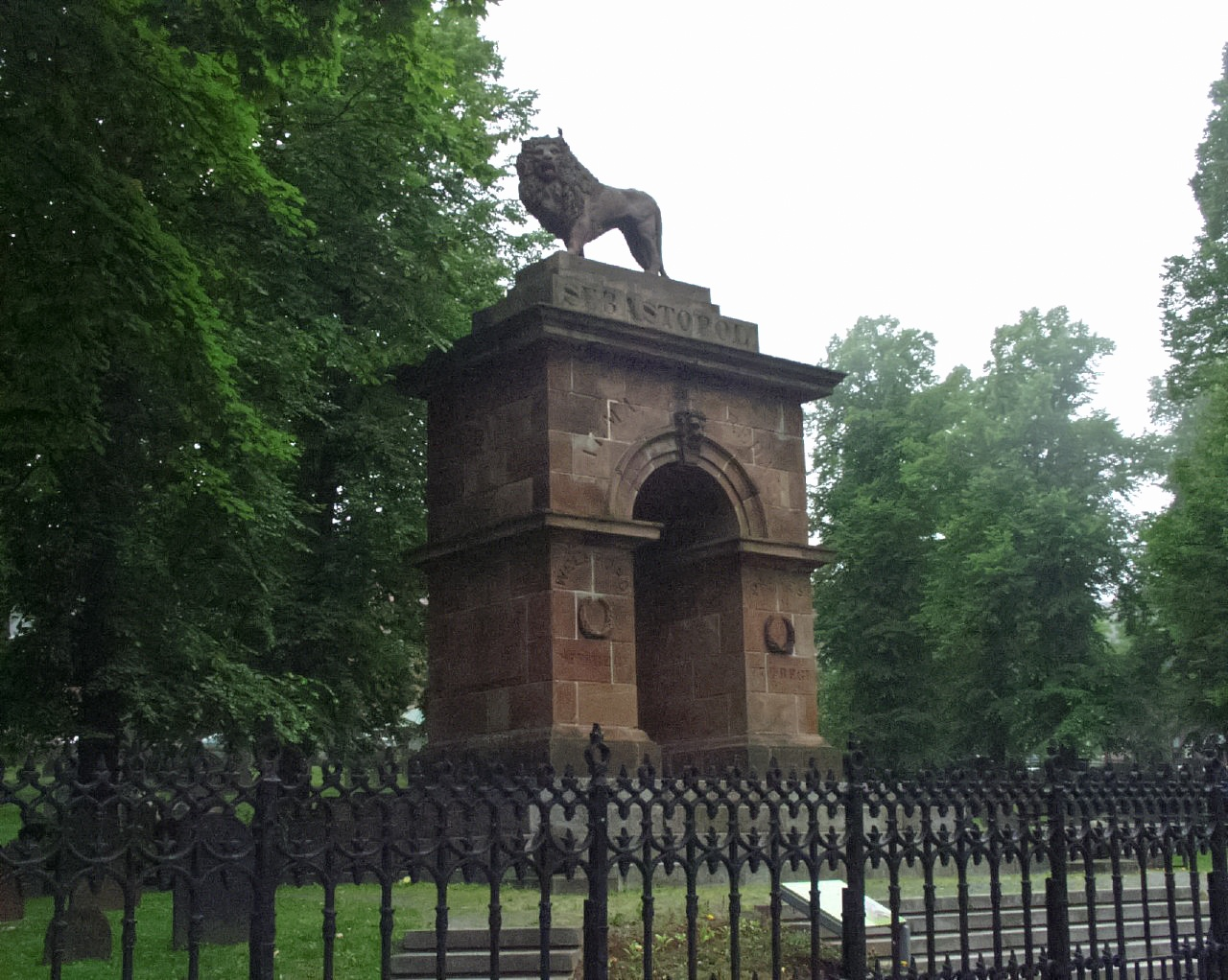
Monumento de Welsford-Parker, Halifax, Nova Escócia - o único monumento da Guerra da Crimeia na América do Norte.

 Neoescoceses lutaram na Guerra da Crimeia de 1853 a 1856. O Monumento Welsford-Parker em Halifax é o segundo monumento de guerra mais antigo do Canadá (1860) e o único monumento da Guerra da Criméia na América do Norte. Comemora o cerco de 1854-55 de Sevastopol.
Milhares de neoescoceses lutaram na Guerra Civil Americana (1861-1865), principalmente em nome do Norte. O Império Britânico (incluindo a Nova Escócia) declarou-se neutro no conflito. Como resultado, a Grã-Bretanha (e a Nova Escócia) continuaram a negociar com o sul e o norte. A economia da Nova Escócia cresceu durante a Guerra Civil.

### História pós-confederação
Logo após a Guerra Civil Americana, o primeiro-ministro da Confederação Pró-Canadense, Charles Tupper, levou a Nova Escócia à Confederação Canadense em 1º de julho de 1867, juntamente com Novo Brunswick e a Província do Canadá. O Partido AntiConfederação foi liderado por Joseph Howe. Quase três meses depois, na eleição de 18 de setembro de 1867, o Partido AntiConfederação ganhou 18 dos 19 assentos federais e 36 dos 38 assentos na legislatura provincial.
A Nova Escócia tornou-se líder mundial na construção e posse de veleiros de madeira na segunda metade do século XIX. A Nova Escócia produziu construtores navais reconhecidos internacionalmente como Donald McKay e William Dawson Lawrence. A fama que a Nova Escócia conseguiu dos marinheiros foi assegurada quando Joshua Slocum se tornou o primeiro homem a navegar sozinho pelo mundo (1895). A atenção internacional continuou no século seguinte com as muitas vitórias em corridas de Bluenose. A Nova Escócia também foi o local de nascimento e lar de Samuel Cunard, um magnata inglês (nascido em Halifax na Nova Escócia) que fundou a Cunard Line, umas das maiores empresas náuticas do mundo.
Ao longo do século XIX, vários negócios desenvolvidos na Nova Escócia tornaram-se de importância pan-canadense e internacional: a Starr Manufacturing Company, primeira fabricante de patins no Canadá, o Scotiabank, a Cunard Line, a cervejaria Alexander Keith, a Morse's Tea Company, primeira empresa de chá no Canadá, entre outros. No início do século XX, a Sobey's foi estabelecida, assim como a Maritime Life.
Em abril de 2020, um atentado composto por tiroteios e incêndios criminosos ocorreu na província da Nova Escócia e resultou na morte de 23 pessoas. O episódio ficou conhecido como Ataques na Nova Escócia, e foi o tumulto mais mortal da história do Canadá.

## Geografia
A Nova Escócia é a segunda menor província do Canadá em área, na frende somente da Ilha do Príncipe Eduardo. A área de terra da província é a península da Nova Escócia cercada pelo Oceano Atlântico, incluindo inúmeras baías e estuários. Nenhuma parte da Nova Escócia está a mais de 67 quilômetros do oceano. A ilha Cape Breton, uma grande ilha ao nordeste do continente da Nova Escócia, também é parte da província, assim como a Ilha Sable, uma pequena ilha conhecida por seus naufrágios, a aproximadamente 175 quilômetros ao sul da costa da província.
A Nova Escócia possui muitas formações de rocha contendo fósseis antigos, essas formações são particularmente abundantes nas margens da Baía de Fundy. Em Blue Beach, perto de Hantsport, estão as falésias de Fósseis de Joggins, que são um patrimônio mundial da UNESCO, lá foram encontrados fósseis de idade carbonífera em abundância. Em Wasson's Bluff, perto da cidade de Parrsboro, foram encontrados fósseis de idade triássica e jurássica.
A província possui aproximadamente 5 400 lagos.

### Clima

Tipos climáticos de Köppen de Nova Escócia.

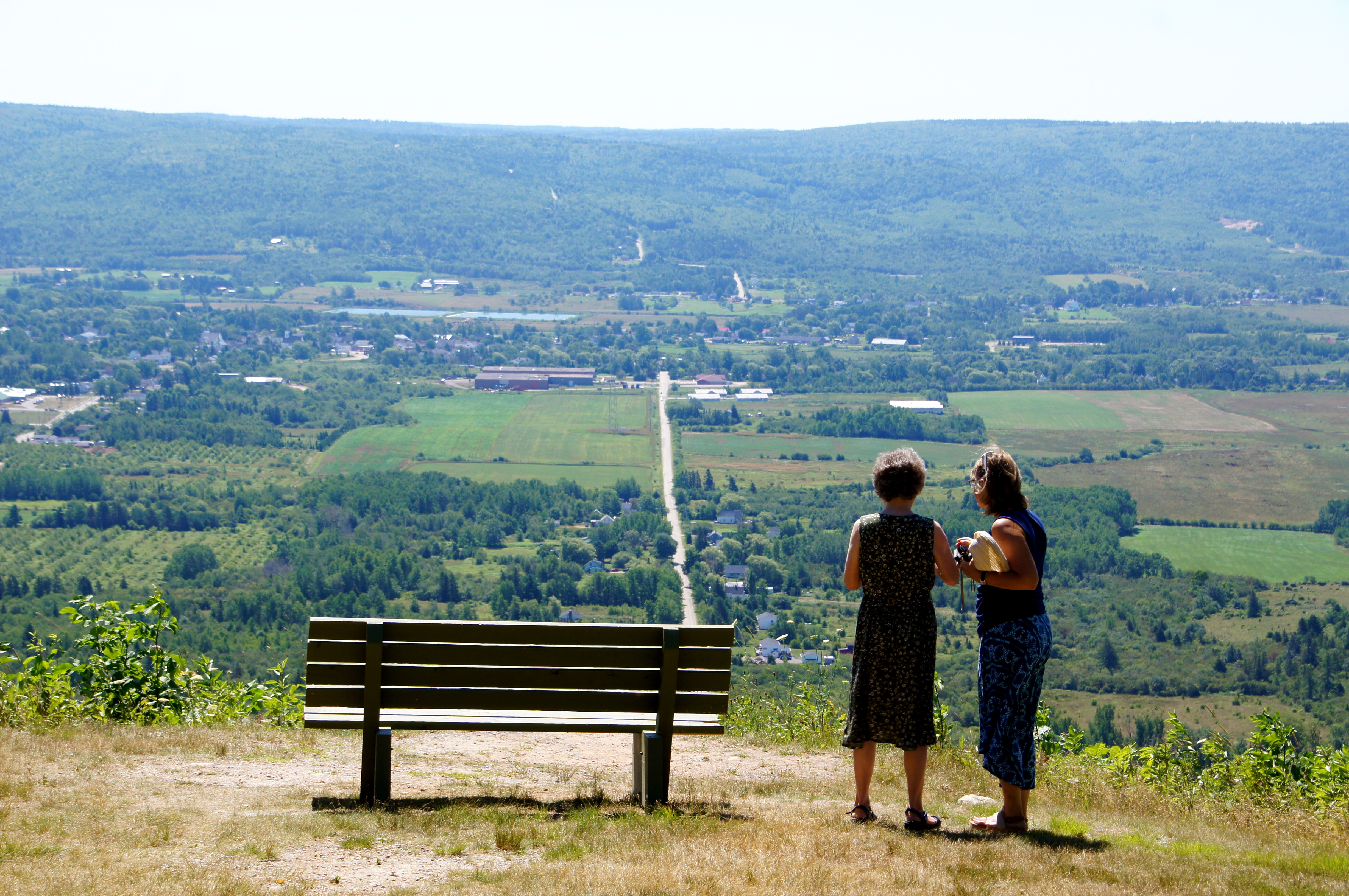
Vista do Vale de Annapolis para o parque provincial Valleyview

A Nova Escócia encontra-se na zona de clima meio-temperado. Uma vez que a província está quase cercada pelo mar, o clima está mais próximo do clima oceânico do que continental. Os extremos de temperatura do inverno e verão do clima continental são moderados pelo oceano. No entanto, os invernos ainda são suficientemente frios para serem classificados como continentais, pois estão mais próximos do ponto de congelamento do que nas áreas interiores a oeste. O clima da Nova Escócia é em muitos aspectos, semelhante ao clima da costa central do mar Báltico no norte da Europa, apenas mais úmido e com mais neblina. As áreas que não estão na costa atlântica experimentam verões mais quentes e mais típicos das áreas do interior e mínimas de inverno um pouco mais frias.

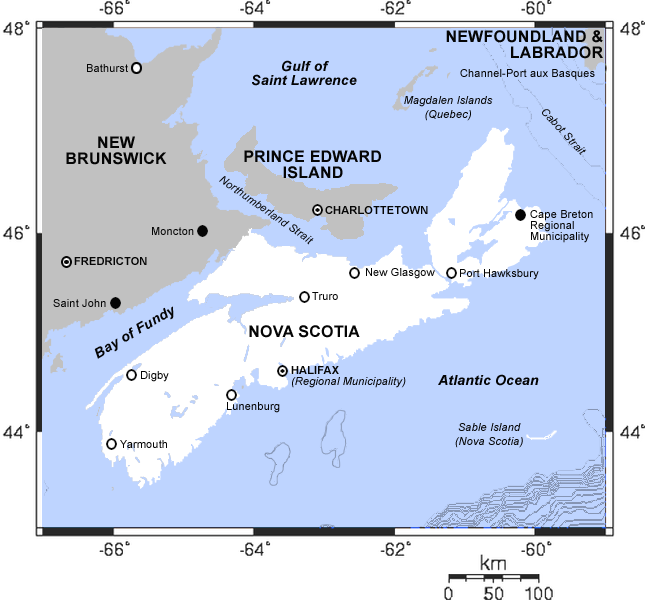
Mapa da Nova Escócia

A Nova Escócia está cercada por quatro grandes campos de água: o Golfo de São Lourenço ao norte, a Baía de Fundy a oeste, o Golfo do Maine ao sudoeste e Oceano Atlântico para o leste.
| Local     | Julho  | Julho  | Janeiro | Janeiro |
| Local     | Mínima | Máxima | Mínima  | Máxima  |
| --------- | ------ | ------ | ------- | ------- |
| Halifax   | 14 °C  | 23 °C  | –8 °C   | 0 °C    |
| Sydney    | 12 °C  | 23 °C  | –9 °C   | –1 °C   |
| Kentville | 14 °C  | 25 °C  | –10 °C  | –1 °C   |
| Truro     | 13 °C  | 24 °C  | –12 °C  | –1 °C   |
| Liverpool | 14 °C  | 25 °C  | –9 °C   | 0 °C    |
| Shelburne | 12 °C  | 23 °C  | –8 °C   | 1 °C    |
| Yarmouth  | 12 °C  | 21 °C  | –7 °C   | 1 °C    |

## Demografia
De acordo com uma estimativa, a população da Nova Escócia era de 957 600 habitantes em 2017, o que a torna a sétima província mais populosa do Canadá e a mais populosa entre as províncias marítimas. A densidade populacional é de aproximadamente 17,2 pessoas por quilômetro quadrado. De acordo com o censo canadense de 2016, cerca de 403 mil pessoas moram em Halifax (capital e maior cidade da província), 94 mil vivem em Cape Breton e 47 mil em Kings, estes são os três maiores municípios da Nova Escócia. Cerca de 60% da população da província vive em zonas rurais.

### Condados
A província da Nova Escócia tem um sistema histórico de 18 condados que originalmente haviam designado sistemas judiciais para administrar a governança local antes do estabelecimento de governos locais eleitos em 1879. Os condados históricos ainda continuam a existir, porém não como divisões administrativas e sim como divisões censitárias, como as utilizadas pela Statistics Canada para fins estatísticos na administração do censo canadense. Os 18 condados são Annapolis, Antigonish, Cape Breton, Colchester, Cumberland, Digby, Guysborough, Halifax, Hants, Inverness, Kings, Lunenburg, Pictou, Queens, Richmond, Shelburne, Victoria e Yarmouth. A tabela abaixo ordena os maiores condados da província por população.
| Condado     | Sede      | População (2016) | Área (km²) |
| ----------- | --------- | ---------------- | ---------- |
| Halifax     | Halifax   | 403 390          | 5 495,71   |
| Cape Breton | Sydney    | 98 722           | 2 470,60   |
| Kings       | Kentville | 60 600           | 2 126,11   |
| Colchester  | Truro     | 50 585           | 3 627,94   |
| Lunenburg   | Lunenburg | 47 126           | 2 909,90   |

### Municípios

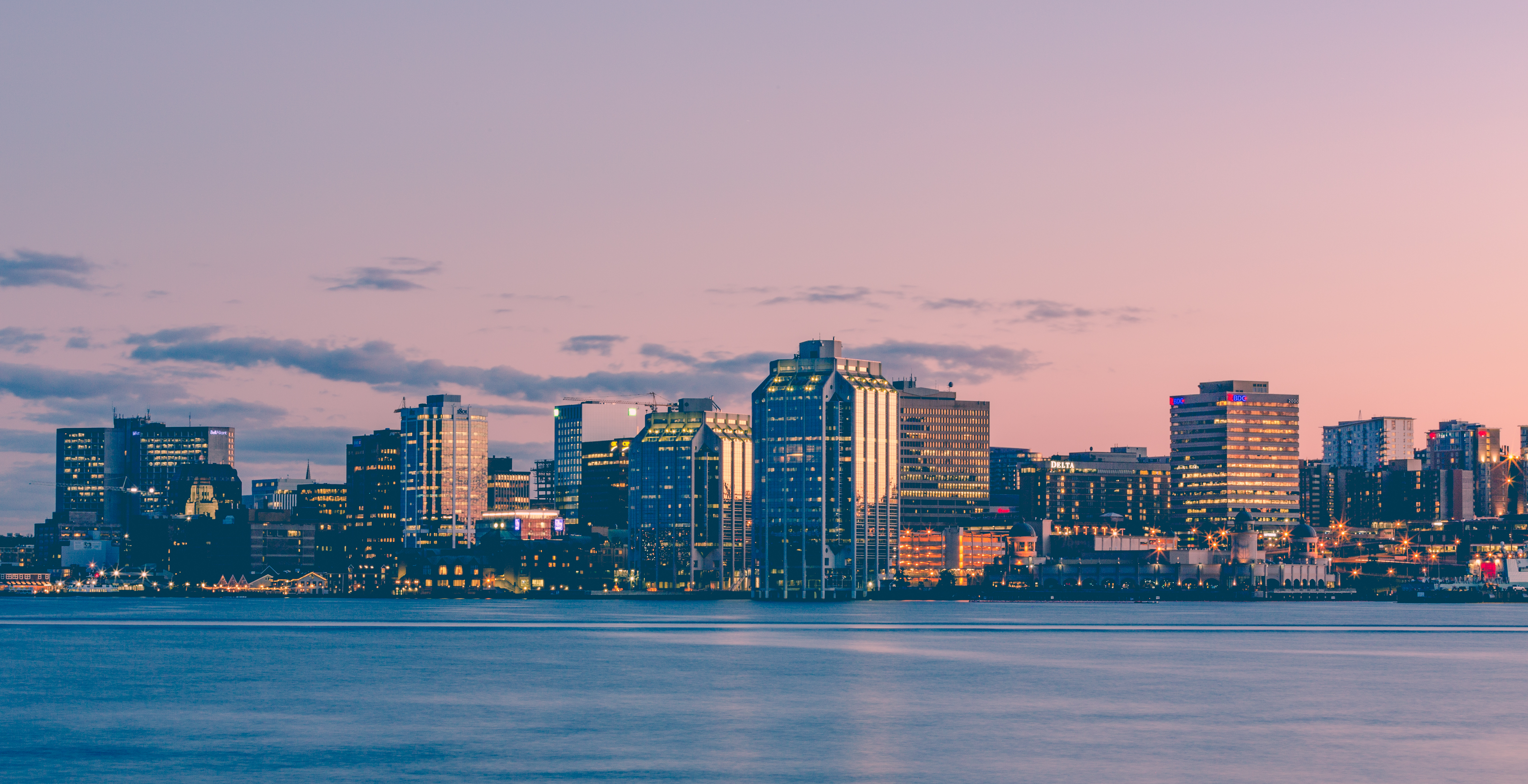
Halifax, com 403 mil habitantes, é a capital e maior município da Nova Escócia, e 14ª maior cidade do Canadá.

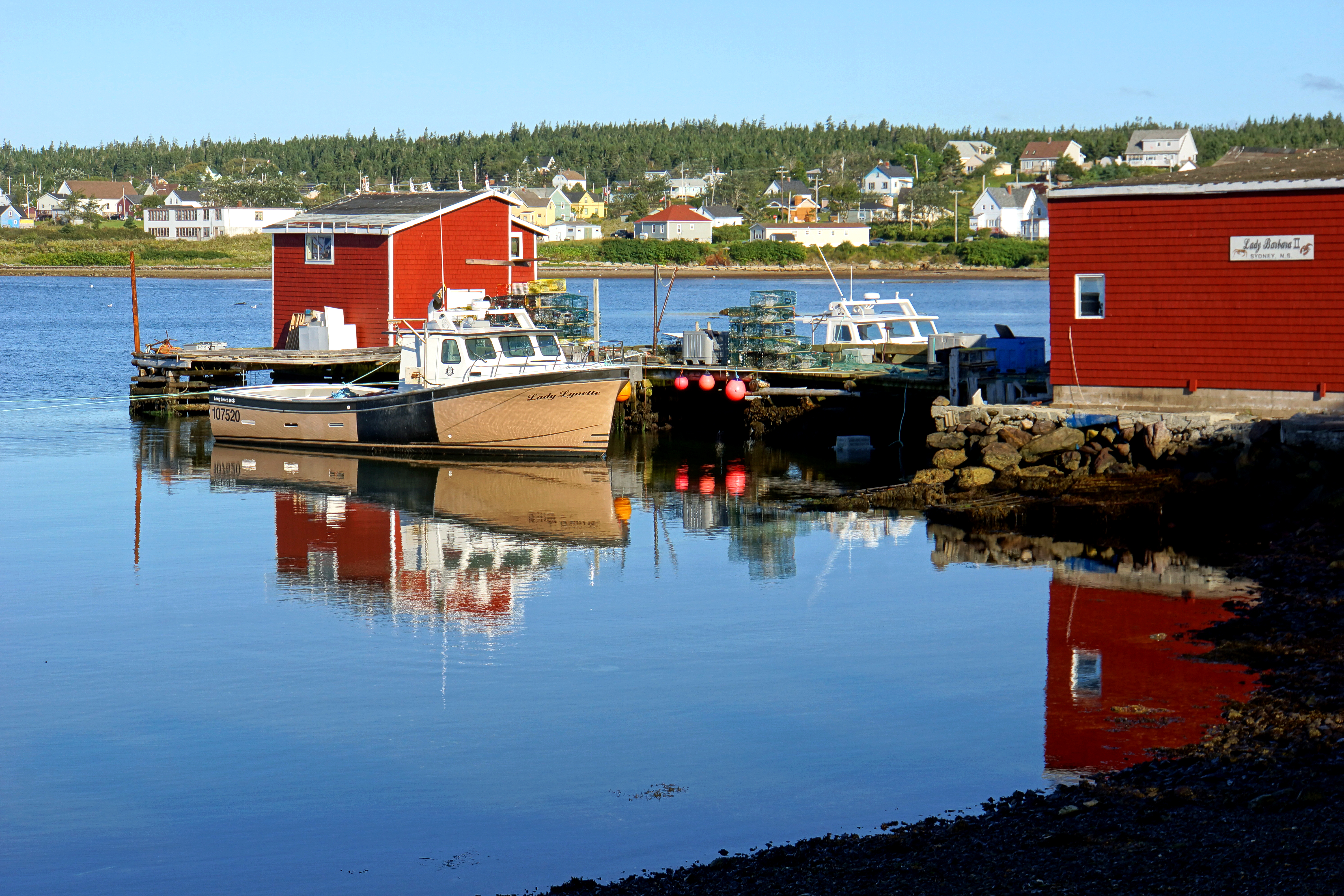
Porto de Louisbourg em Cape Breton, o segundo município mais populoso da Nova Escócia.

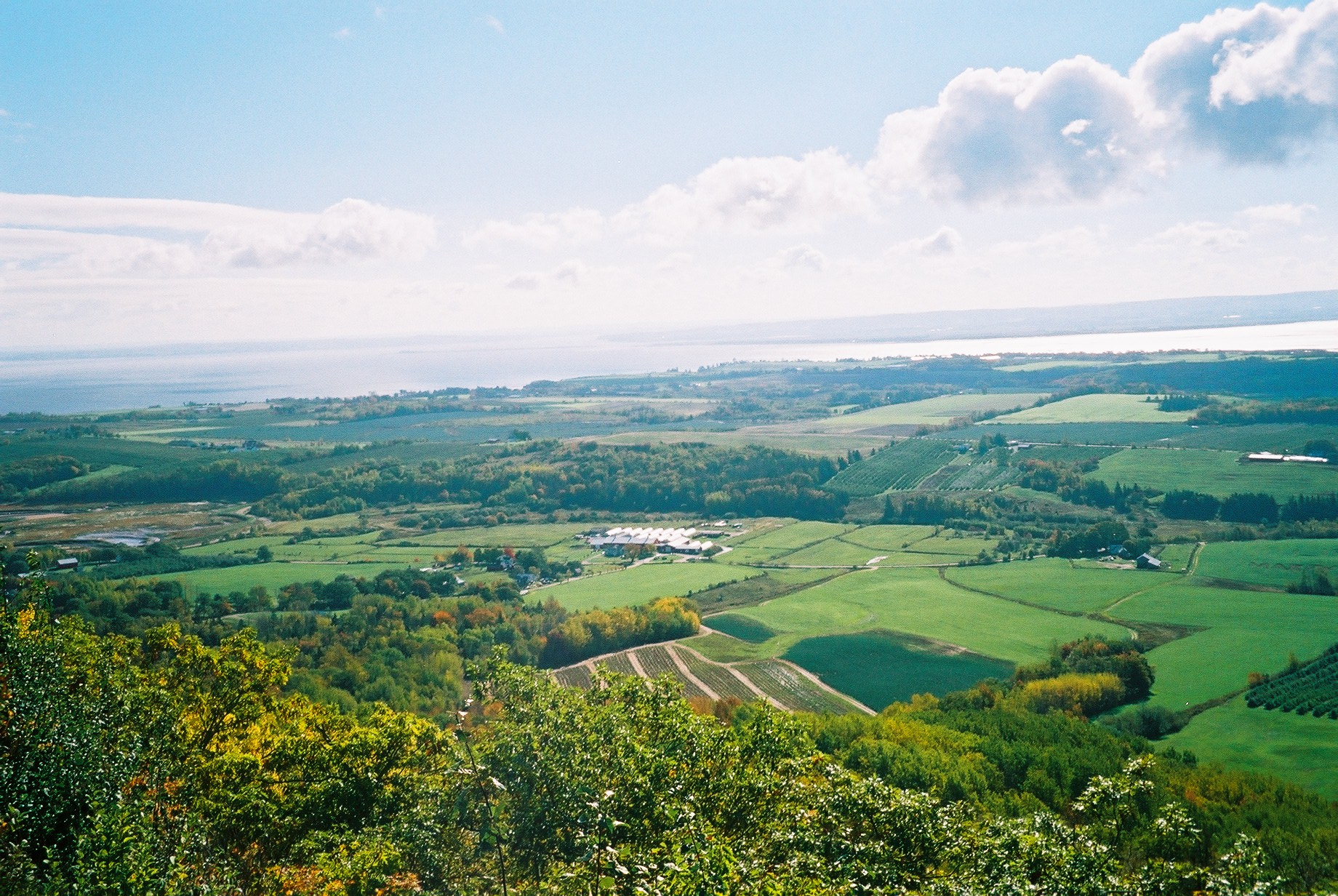
O município condado de Kings, é o terceiro maior município da Nova Escócia.

Ao contrário das províncias da Colúmbia Britânica, Ontário e Quebec, que possuem sistemas municipais de dois níveis, a Nova Escócia possui um sistema de municípios de nível único, incluindo quatro tipos de municípios: municípios regionais, municípios condado, municípios distritais e pequenas cidades. Os municípios regionais podem incorporar a Lei do Governo Municipal (MGA) de 1998, que entrou em vigor em 1º de abril de 1999, enquanto pequenas cidades, municípios distritais e municípios condado continuam como municípios sob a MGA. A MGA concede aos conselhos municipais o poder de estabelecer estatutos para "saúde, bem-estar, segurança e proteção de pessoas" e "segurança e proteção de propriedade", além de alguns poderes expressos.
Dos seus 50 municípios, a Nova Escócia tem 3 municípios regionais, 26 pequenas cidades, 9 municípios condado e 12 municípios distritais. Halifax, a capital provincial, é incorporada como um município regional. É o maior município da Nova Escócia por população, com 403 131 habitantes a partir do censo de 2016 e o maior município por área terrestre, com 5 490,35 quilômetros quadrados.

#### Municípios regionais
A Nova Escócia tem três municípios regionais. O maior município regional por população é Halifax, que é a capital e maior município da Nova Escócia. Os 403 131 residentes de Halifax representam 44% da população total da província. Halifax é também o maior município por área terrestre a 5 490,35 km² (2 119,84 km²). O Município Regional de Queens é o menor município regional da Nova Escócia, tanto por população quanto por área de terra, com 10 307 habitantes e 2 392,63 quilômetros quadrados, respectivamente.

#### Municípios rurais
Um município rural, na Nova Escócia, fornece o governo local para áreas rurais fora das cidades incorporadas. Os municípios rurais foram estabelecidos em 1879 e incluem municípios condado e municípios distritais. Os municípios distritais situam-se em condados históricos que foram anteriormente subdivididos em distritos, ao passo que os municípios condado estão dentro de condados históricos que não foram anteriormente subdivididos em distritos.

#### Towns
Não existe uma tradução exata para a palavra town em português, no entanto, o termo town pode ser entendido como uma pequena-cidade que é maior que vilas, aldeias e municípios rurais, mas ainda sim é menor do que as cidades referidas em inglês como cities (que são cidades de maior porte). Em 2016, a Nova Escócia tinha 27 towns. Este total foi reduzido para 26 devido à dissolução da pequena cidade de Parrsboro. No censo de 2016, as 26 towns restantes tinham uma população acumulada de 97.495 habitantes. As maiores e menores towns da Nova Escócia por população são Truro e Annapolis Royal, com 12.261 e 491 habitantes, respectivamente. Essas duas pequenas cidades são também as maiores e menores por área terrestre da Nova Escócia, com 34,49 quilômetros quadrados e 2,04 quilômetros quadrados, respectivamente.
| Posição | Nome        | Tipo                | População (2016) | Área (km²) | Densidade populacional |
| ------- | ----------- | ------------------- | ---------------- | ---------- | ---------------------- |
| 1       | Halifax     | Município Regional  | 403 131          | 5 490,35   | 73,4/km2               |
| 2       | Cape Breton | Município Regional  | 94 285           | 2 430,06   | 38,8/km2               |
| 3       | Kings       | Município Condado   | 47 404           | 2 094,05   | 22,6/km2               |
| 4       | Colchester  | Município Condado   | 36 091           | 3 572,49   | 10,1/km2               |
| 5       | Lunenburg   | Município Distrital | 24 863           | 1 759,59   | 14,1/km2               |
| 6       | East Hants  | Município Distrital | 22 453           | 1 786,56   | 12,6/km2               |
| 7       | Pictou      | Município Condado   | 20 692           | 2 797,25   | 7,4/km2                |
| 8       | Cumberland  | Município Condado   | 19 402           | 4 255,04   | 4,6/km2                |
| 9       | Annapolis   | Município Condado   | 18 252           | 3 178,21   | 5,7/km2                |
| 10      | West Hants  | Município Distrital | 15 368           | 1 244,09   | 12,4/km2               |

### Etnias
Etnias da Nova Escócia em 2011.
De acordo com o censo canadense de 2006, o maior grupo étnico da Nova Escócia é o de descendentes de escoceses (31,9%), seguido de ingleses (31,8%), irlandeses (21,6%), franceses (17,9%), alemães (11,3%), aborígines (5,3%), holandeses (4,1%), negros (2,8%), galeses (1,9%) italianos (1,5%) e escandinavos (1,4%). Cerca de 40,9% dos entrevistados identificaram sua etnia como "canadense".

### Línguas
O censo canadense de 2011 mostrou uma população de 921 727. Das 904 285 respostas singulares à questão do censo sobre a língua materna, as línguas mais comumente relatadas foram:
| Posição | Língua            | População | Porcentagem |
| ------- | ----------------- | --------- | ----------- |
| 1       | Inglês            | 836 085   | 92.46%      |
| 2       | Francês           | 31 105    | 3.44%       |
| 3       | Árabe             | 5 965     | 0.66%       |
| 4       | Algonquiano       | 4 685     | 0.52%       |
|         | Língua mi'kmaq    | 4 620     | 0.51%       |
| 5       | Alemão            | 3 275     | 0.36%       |
| 6       | Chinês            | 2 750     | 0.30%       |
|         | Mandarim          | 905       | 0.10%       |
|         | Cantonês          | 590       | 0.06%       |
| 7       | Holandês          | 1 725     | 0.19%       |
| 8       | Espanhol          | 1 545     | 0.17%       |
| 9       | Gaélico canadense | 1 275     | 0.14%       |
| 10      | Tagalog           | 1 185     | 0.13%       |
| 10      | Persa             | 1 185     | 0.13%       |

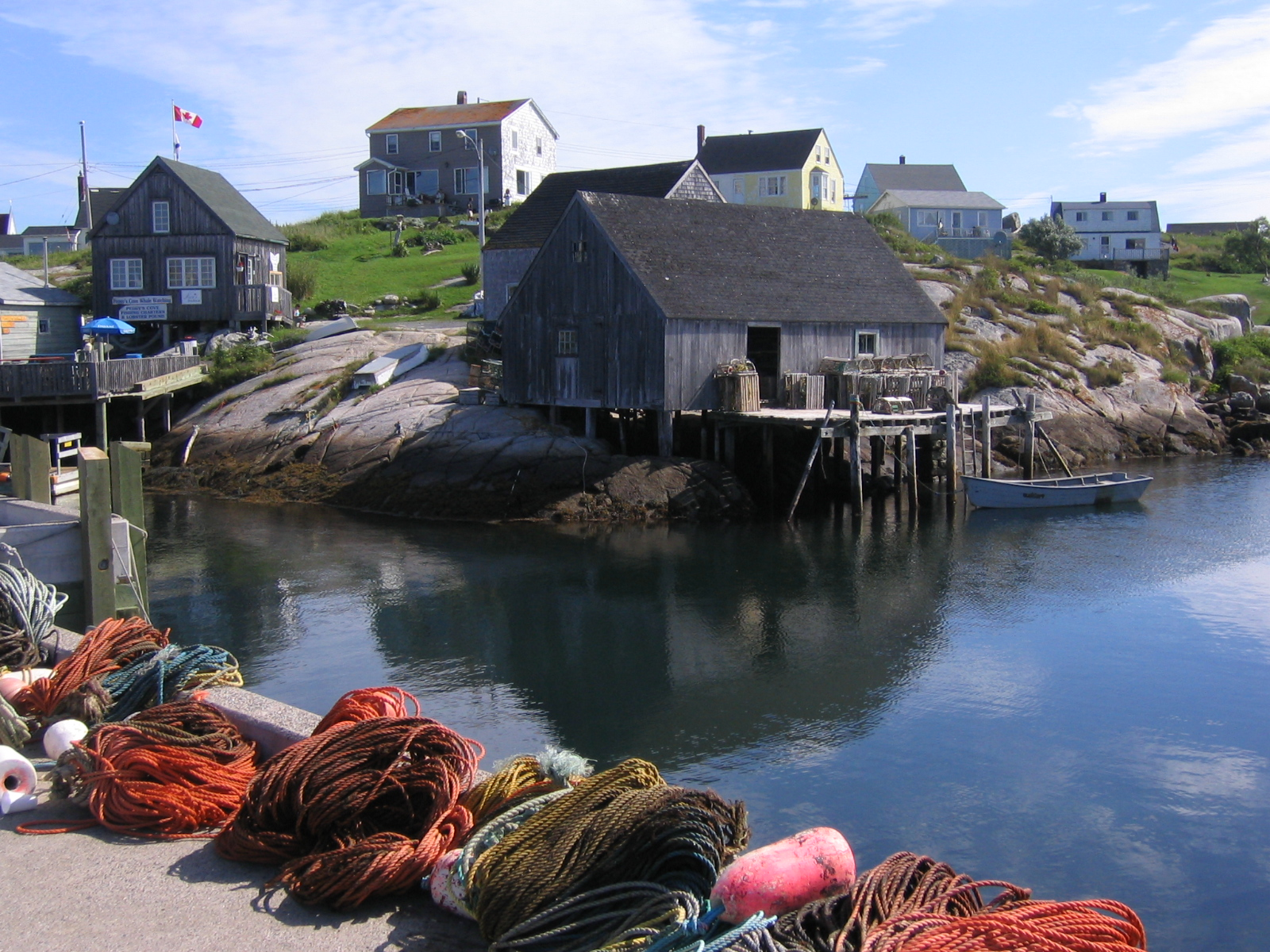
Porto de Peggys Cove

Os dados mostrados são para o número de respostas em um único idioma e a porcentagem do total de respostas em um único idioma.
A Nova Escócia abriga a maior comunidade de língua gaélica escocesa fora da Escócia, com um pequeno número de falantes nativos no Condado de Pictou, Condado de Antigonish e Ilha Cape Breton, e o idioma é ensinado em várias escolas secundárias em toda a província.
Em 2018, o governo lançou uma nova placa de veículos na língua gaélica para aumentar a conscientização sobre o idioma e ajudar a financiar iniciativas de língua e cultura gaélica. Eles estimaram que havia 2 000 falantes de gaélico na província.

### Religião
Em 1871, as maiores denominações religiosas eram de protestantes, com 103 500 (27%); católicos romano com 102 000 (26%); batistas com 73 295 (19%); anglicanos com 55 124 (14%); metodistas com 40 748 (10%), luteranos com 4 958 (1,3%); e congregacionalistas com 2 538 (0,65%).
Segundo o censo de 2001, as maiores denominações pelo número de adeptos foram a Igreja Católica Romana com 327 940 (37%); a Igreja Unida do Canadá, com 142 520 (17%); e a Igreja Anglicana do Canadá, com 120 315 (13%). Há também 8 505 (0,9%) muçulmanos de acordo com o censo de 2011.

## Economia

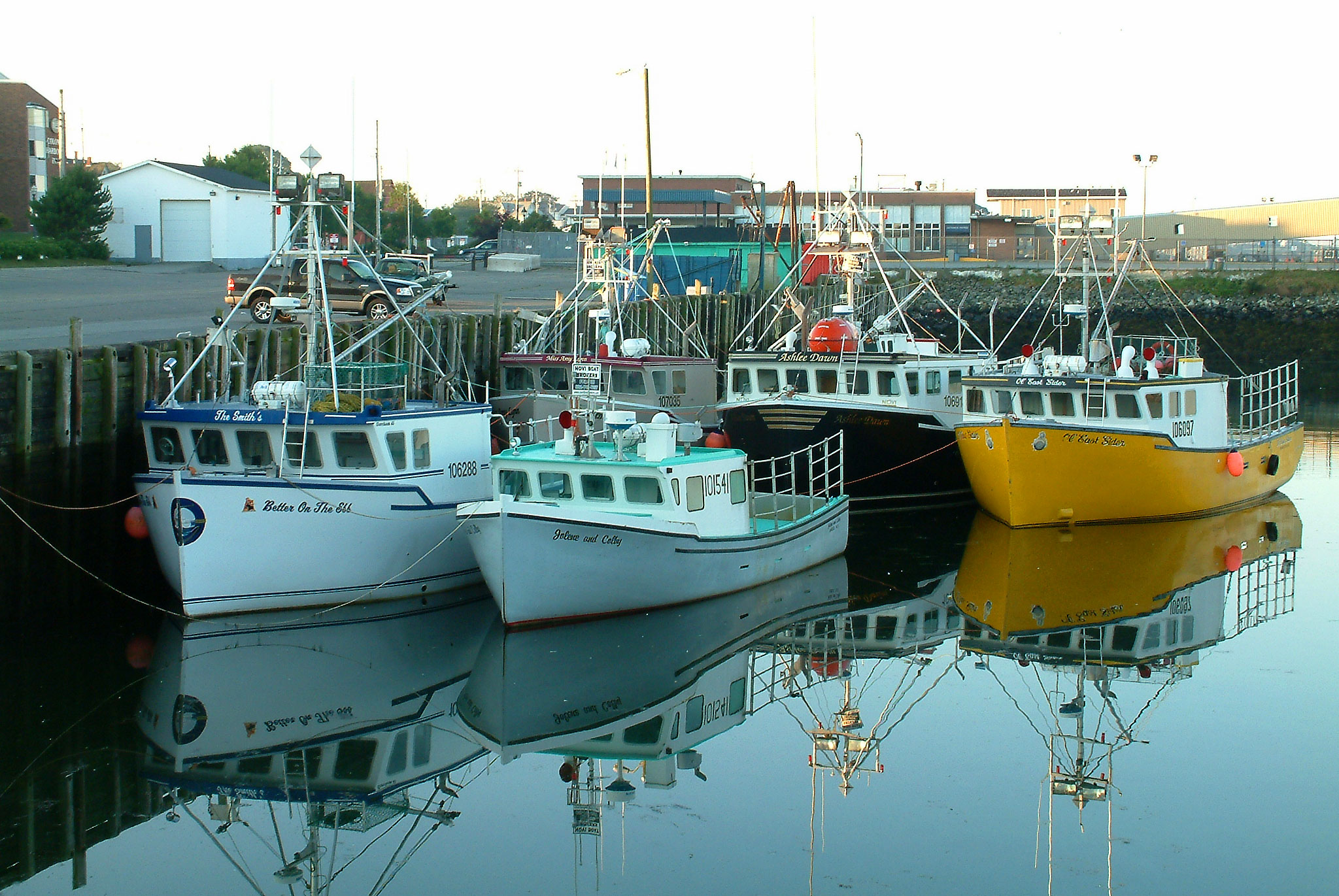
Barcos de pesca de lagosta em Yarmouth.

O PIB per capita da Nova Escócia em 2010 foi de $ 38 475, significativamente inferior ao PIB per capita médio nacional, que é de $ 47 605 e um pouco mais da metade da renda per capita da província mais rica do Canadá, que é Alberta. O crescimento do PIB ficou atrás do resto do país pelo menos nos últimos dez anos.
A economia tradicionalmente baseada em recursos da Nova Escócia se diversificou nas últimas décadas. A ascensão da Nova Escócia como uma jurisdição viável na América do Norte, historicamente, foi impulsionada pela disponibilidade imediata de recursos naturais, especialmente os estoques de peixes. A pesca foi um pilar da economia desde o seu desenvolvimento como parte da Nova França no século XVII, no entanto, a pesca sofreu um declínio acentuado devido à sobrepesca no final do século XX. O colapso dos estoques de bacalhau e o fechamento deste setor resultaram em uma perda de aproximadamente 20 000 empregos em 1992.
Outros setores da província também foram duramente atingidos, particularmente durante as duas últimas décadas: a mineração de carvão em Cape Breton e no norte da Nova Escócia praticamente cessou, e uma grande usina siderúrgica em Sydney fechou durante a década de 1990. Mais recentemente, o alto valor do dólar canadense em relação ao dólar dos Estados Unidos prejudicou a indústria florestal, levando ao fechamento de uma antiga fábrica de papel e celulose perto de Liverpool. A mineração, especialmente de gesso e sal e, em menor grau, de sílica, turfa e barita, também é um setor significativo. Desde 1991, o petróleo e o gás tornaram-se uma parte importante da economia, embora a produção e as receitas estejam agora a diminuir. A agricultura continua sendo um setor importante na província, particularmente no vale de Annapolis.

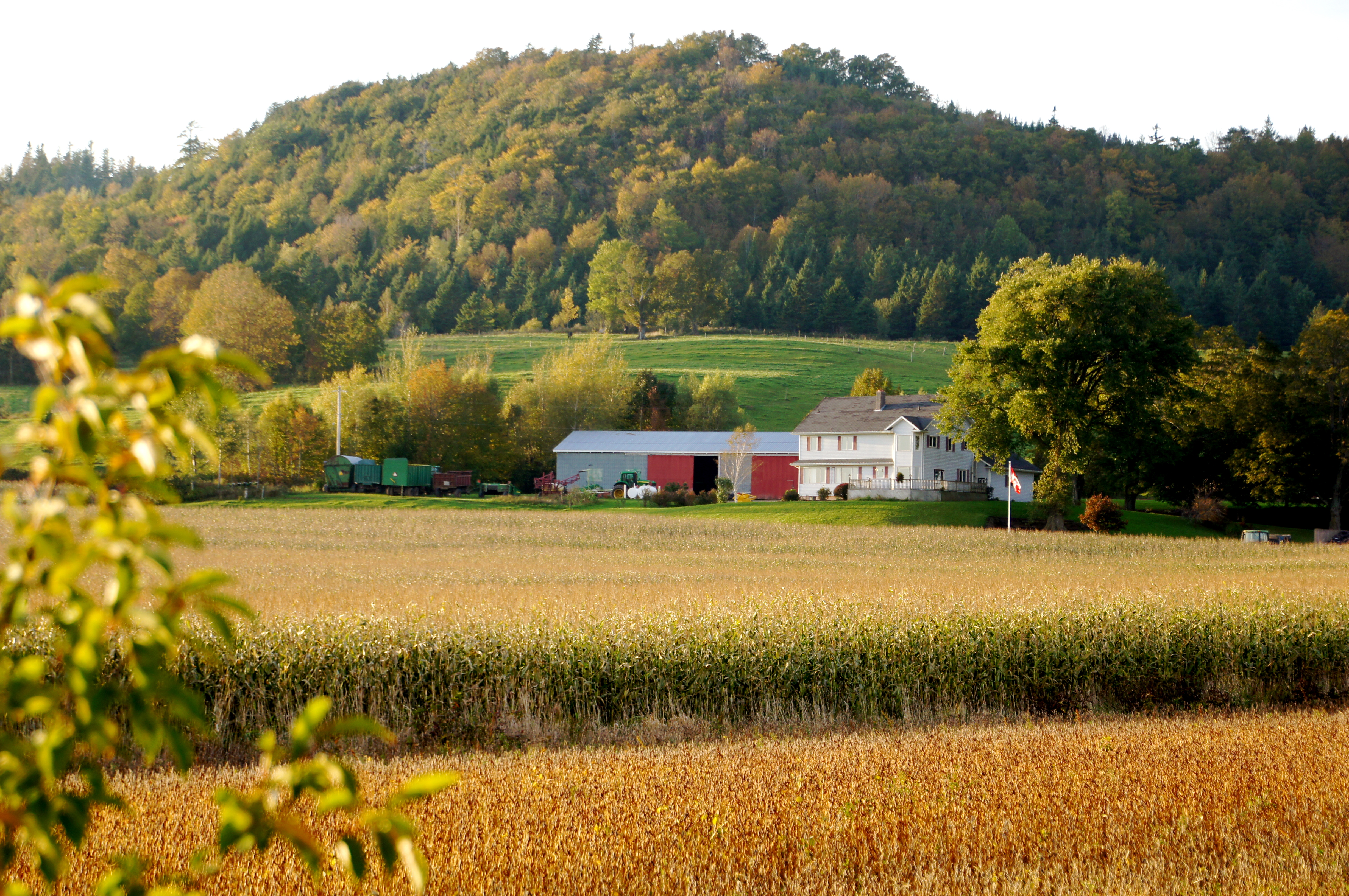
Milho crescendo em Grafton no vale de Annapolis em outubro de 2011

O setor de defesa e o setor aeroespacial da Nova Escócia gera, aproximadamente $ 500 milhões em receitas e contribuem com cerca de $ 1,5 bilhão para a economia provincial a cada ano. Até hoje, 40% dos ativos militares do Canadá residem na Nova Escócia. A Nova Escócia possui a quarta maior indústria cinematográfica do Canadá, hospedando mais de 100 produções por ano, mais da metade das quais são produtos de produtores internacionais de cinema e televisão. Em 2015, o governo da Nova Escócia eliminou os créditos fiscais para a produção cinematográfica na província, colocando em risco a indústria, dado que a maioria das outras jurisdições continuam a oferecer tais créditos.
A indústria do turismo da Nova Escócia inclui mais de 6 500 empresas diretas, apoiando quase 40 000 empregos. Duzentos mil passageiros de navios de cruzeiro de todo o mundo passam pelo porto de Halifax, todos os anos. Essa indústria contribui com aproximadamente $ 1,3 bilhão anualmente para a economia. A província também possui um setor de tecnologia da informação e comunicação (TIC) em rápido desenvolvimento, que consiste em mais de 500 empresas e emprega cerca de 15 000 pessoas. Em 2006, o setor manufatureiro trouxe mais de $ 2,6 bilhões em PIB encadeado, a maior produção de qualquer setor industrial na Nova Escócia. A empresa Michelin continua a ser, de longe, o maior empregador individual neste setor, operando três unidades de produção na província.
A partir de 2012, a renda familiar média na Nova Escócia foi de $ 67 910, abaixo da média nacional de $ 74 540, em Halifax o número sobe para $ 80 490.

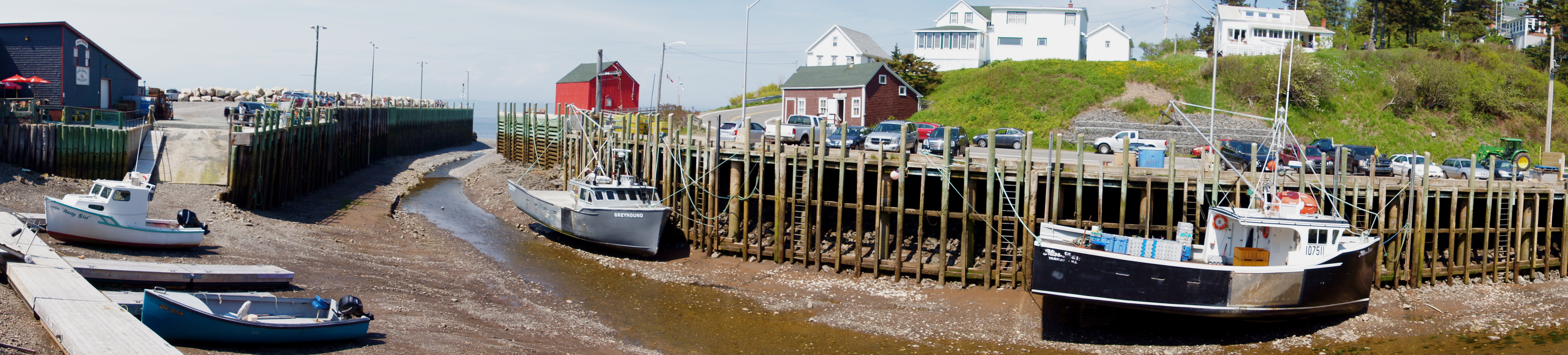
Os barcos de pesca ficam completamente encalhados na maré baixa, ao longo das ricas áreas de pesca da Baía de Fundy, no Porto de Hall na Nova Escócia.

A província é a maior exportadora mundial de árvores de natal, lagosta, gipsita silvestres. Seu valor de exportação de peixe excede $1 bilhão e os produtos de pesca são recebidos por 90 países em todo o mundo. No entanto, as importações da província excedem em muito as exportações. Embora esses números fossem aproximadamente iguais de 1992 a 2004, desde então o déficit comercial aumentou. Em 2012, as exportações da Nova Escócia correspondiam a 12,1% do PIB provincial, enquanto as importações foram de 22,6%.

## Política
A Nova Escócia é ordenada por um governo parlamentar dentro da construção da monarquia constitucional; a monarquia na Nova Escócia é a base dos poderes executivo, legislativo e judiciário. O chefe de estado é  Rei Charles III do Reino Unido, que também serve como chefe de estado de países da Commonwealth, de outras nove províncias do Canadá e do Reino Federal Canadense, e reside predominantemente no Reino Unido. Como tal, o representante do Rei, o tenente-governador da Nova Escócia, exerce a maioria dos deveres reais na Nova Escócia.

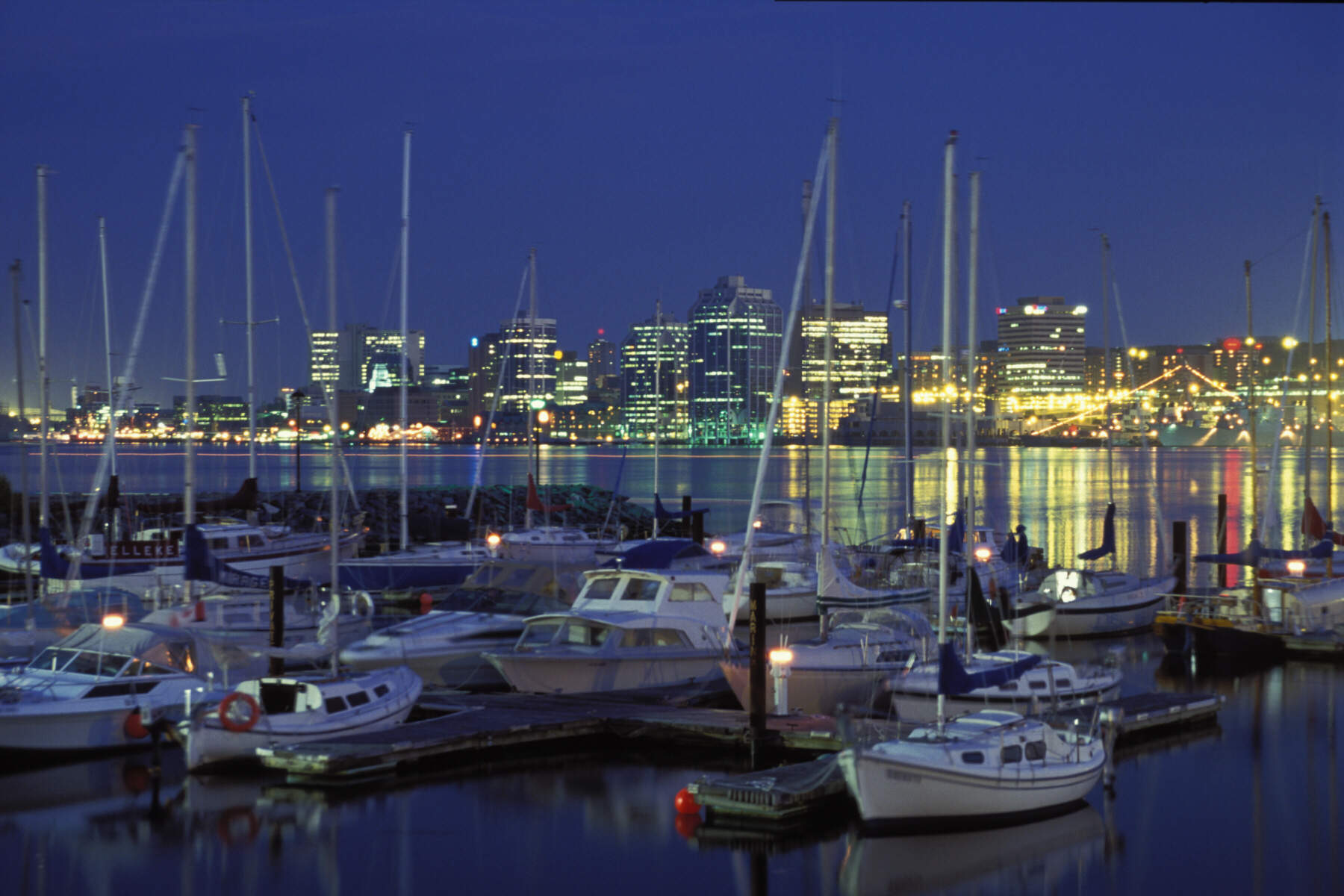
Halifax, sede do governo, capital da província.

A participação direta dos membros reais e vice-reitores em qualquer uma dessas áreas de governança é limitada; na prática, seu uso dos poderes executivos é dirigido pelo Conselho Executivo, um comitê de ministros da Coroa responsável perante a Câmara dos Deputados unicameral, eleito, escolhido e chefiado pelo primeiro-ministro da Nova Escócia, o chefe do governo. Para garantir a estabilidade do governo, o tenente-governador geralmente nomeia como primeiro-ministro a pessoa que é o atual líder do partido político que pode obter a garantia de uma pluralidade no Parlamento. O líder do partido com a segunda maioria dos assentos geralmente se torna o líder da oposição e faz parte de um sistema parlamentar adversário destinado a manter o governo sob controle.
Cada um dos 51 membros da Assembleia Legislativa no Parlamento é eleito por pluralidade de membro único em um distrito eleitoral. As eleições gerais devem ser convocadas pelo tenente-governador a conselho do primeiro-ministro, ou podem ser desencadeadas pelo governo perdendo um voto de confiança na Câmara. Existem três partidos políticos dominantes na Nova Escócia: o Partido Liberal, o Novo Partido Democrático e o Partido Conservador Progressista. Os outros dois partidos registrados são o Partido Verde da Nova Escócia e o Partido Atlântico, nenhum dos quais tem assento no Parlamento.
A receita da província vem principalmente do imposto de renda pessoal e corporativo, embora os impostos sobre tabaco e álcool, sua participação na Atlantic Lottery Corporation e os royalties de petróleo e gás também sejam significativos. Em 2006-07, a província aprovou um orçamento de $ 6,9 bilhões, com um superávit projetado de $ 72 milhões. Os pagamentos federais de equalização representam $ 1,385 bilhão, ou 20,07% da receita provincial. A província participa do HST, um imposto sobre vendas combinado coletado pelo governo federal usando o sistema de impostos GST. (imposto sobre bens e serviços)
A Nova Escócia não tem mais cidades incorporadas, elas foram amalgamadas em Municípios Regionais em 1996.

## Educação

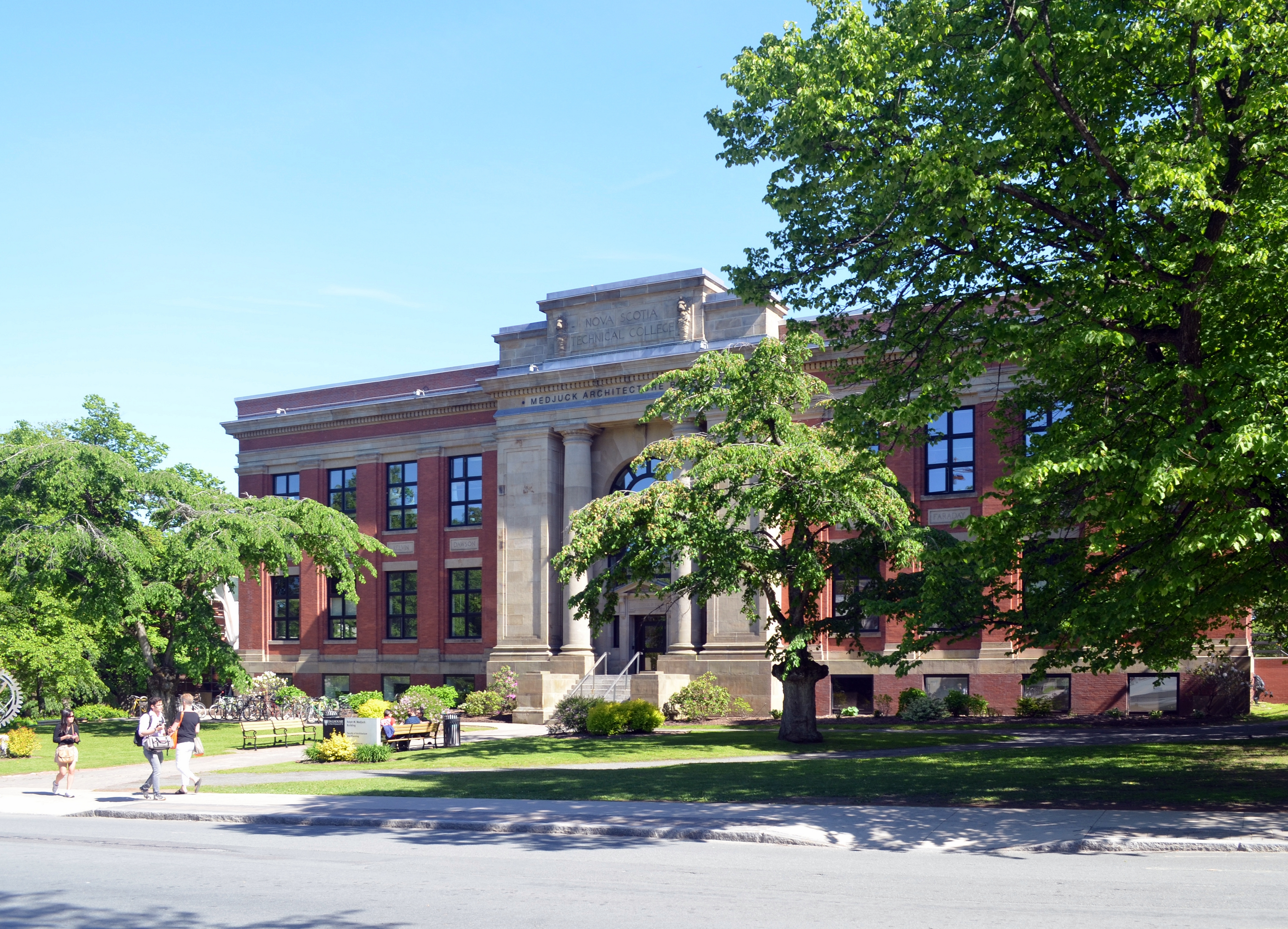
O prédio da Faculdade de Arquitetura da Universidade de Dalhousie.

O Ministro da Educação é responsável pela administração e prestação de serviços educacionais, conforme definido pela Lei de Educação e outras leis relacionadas a faculdades, universidades e escolas privadas. Os poderes do Ministro e do Departamento de Educação são definidos pelos regulamentos ministeriais e limitados pelos regulamentos do Governador-em-Conselho.
Todas as crianças até a idade de 16 anos são legalmente obrigadas a frequentar a escola ou os pais precisam realizar a educação em casa. O sistema educacional da Nova Escócia é dividido em oito regiões diferentes, incluindo: Tri-County (22 escolas), Annapolis Valley (42 escolas), South Shore (25 escolas), Chignecto-Central (67 escolas), Halifax (67 escolas), Strait (20 escolas) e Cape Breton-Victoria Regional Centre for Education (39 escolas).

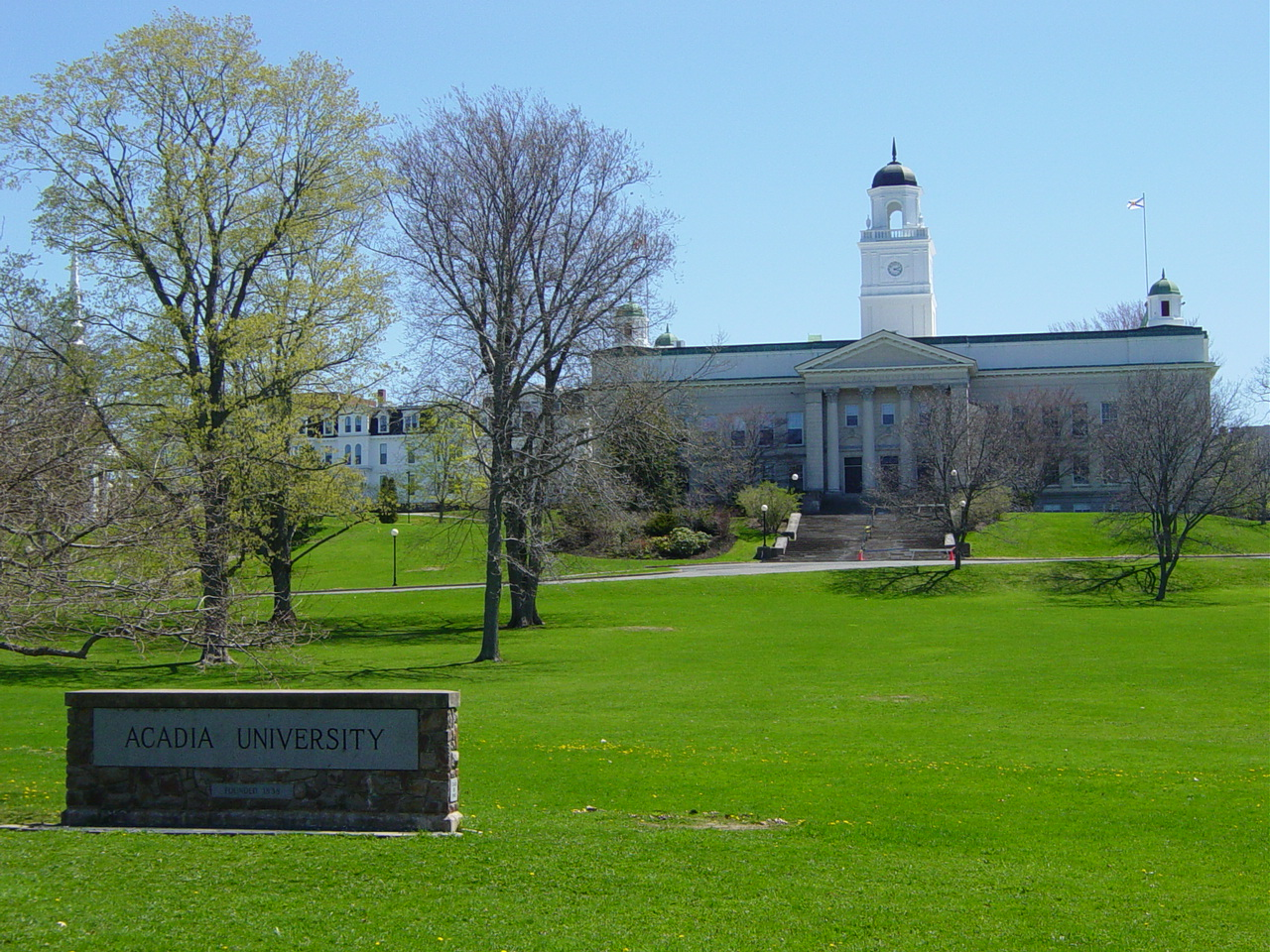
Campus da Universidade Acadia.

A Nova Escócia tem mais de 450 escolas públicas para crianças. O sistema público oferece o ensino primário até a 12ª série. Existem também escolas particulares na província. A educação pública é administrada por sete conselhos escolares regionais, responsáveis principalmente pelo ensino de inglês e imersão em francês, e também em toda a província pelo Conseil Scolaire Acadien Provincial, que administra o ensino francês a estudantes cuja língua materna é o francês.
O sistema de colleges da Nova Escócia tem 13 campi ao redor da província. O sistema tem seu foco em treinamento e educação, foi criado em 1988, através da fusão das antigas escolas vocacionais da província.
Além de seu sistema de faculdades comunitárias, a província tem 10 universidades, incluindo a Universidade de Dalhousie, a Universidade King's College, a Universidade de Saint Mary, a Universidade Mount Saint Vincent, a Universidade NSCAD, a Universidade Acadia, a Universidade Sainte-Anne, a Universidade de Saint Francis Xavier, a Universidade de Cape Breton, e a Escola Atlântica de Teologia.
Há também mais de 90 faculdades comerciais privadas registradas na Nova Escócia.